# L'Étrangleur de Boston (film, 1968)
Ne pas confondre avec l'Affaire de l'étrangleur de Boston qui a inspiré le film.
Ne doit pas être confondu avec L'Étrangleur de Boston (film, 2023).
Pour plus de détails, voir Fiche technique et Distribution.
L'Étrangleur de Boston (The Boston Strangler) est un film américain réalisé par Richard Fleischer et sorti en 1968. Le film s'inspire en partie de l'affaire de l'étrangleur de Boston : les meurtres en série d'Albert DeSalvo qui assassina treize femmes (onze dans le film) entre 1962 et 1964.

## Synopsis
Dans les années 1960, Albert DeSalvo, ouvrier-plombier, est victime d'un dédoublement de la personnalité. Ils va assassiner de nombreuses femmes à Boston et ses environs. Le procureur général du Massachusetts Edward Brooke nomme John S. Bottomly à la tête d'un bureau spécial pour tenter de coordonner l'enquête qui s'étendait sur plusieurs juridictions.

## Fiche technique
- Titre original : The Boston Strangler
- Titre français : L'Étrangleur de Boston
- Réalisation : Richard Fleischer, assisté de David S. Hall
- Scénario : Edward Anhalt, d'après le roman de Gerold Frank (en)
- Musique : Lionel Newman
- Direction artistique : Richard Day et Jack Martin Smith
- Costumes : Travilla
- Photographie : Richard H. Kline
- Montage : Marion Rothman
- Production : James Cresson et Robert Fryer (en)
- Société de production : Twentieth Century Fox
- Pays d'origine :  États-Unis
- Format : couleurs - 35 mm - 2,35:1 - stéréo
- Genre : policier, thriller
- Durée : 116 minutes
- Dates de sortie : 
  - États-Unis : 16 octobre 1968
  - France : 30 octobre 1968 (1ère sortie) / 30 août 2000 et 2 février 2005 (ressorties)
- Affiche : Boris Grinsson (France)

## Distribution
- Tony Curtis (VF : Marc de Georgi) : Albert DeSalvo
- Henry Fonda (VF : Roland Ménard) : John S. Bottomly
- George Kennedy (VF : Georges Aminel) : l'inspecteur Phil DiNatale
- Mike Kellin (VF : René Arrieu) : Julian Soshnick
- Richard X. Slattery (VF : Raymond Loyer) : le capitaine Ed Willis
- Murray Hamilton (VF : Jean-Claude Michel) : le sergent Frank McAfee
- Sally Kellerman : Dianne Cluny
- George Voskovec (VF : Philippe Dumat) : Peter Hurkos
- Carolyn Conwell (VF : Arlette Thomas) : Irmgard De Salvo
- Austin Willis (en) (VF : Jean Martinelli) : Dr Nagy
- William Marshall (VF : Georges Aminel) : Edward W. Brooke
- Lara Lindsay : Bobbie Eden
- Eve Collyer (VF : Paule Emanuele) : Martha Ridgeway
- Shelley Burton (VF : Jean-Louis Jemma) : David Parker
- William Hickey (VF : Pierre Trabaud) : Eugene T. O'Rourke
- William Traylor (VF : Marc Cassot) : Arnie Carr
- Hurd Hatfield (VF : Gabriel Cattand) : Terence Huntley
- Gwyda Donhowe (VF : Perrette Pradier) : Alice Oakville
- George Furth (VF : Serge Lhorca) : Lyonel Brumley
- Tim Herbert (VF : Roger Crouzet) : Cedric
- Matt Bennett (VF : Jacques Richard) : Harold Robin
- Dana Elcar (VF : Albert de Médina) : Luis Schubert
- Jeff Corey (VF : Henri Virlogeux) : John Asgeirsson
- Leora Dana : Mary Bottomly
- Jeanne Cooper : Cloe
- James Brolin : le sergent Lisi
- Alex Rocco (VF : Jacques Deschamps) : le lieutenant Lurie
- Enid Markey : Edna
- Almira Sessions : Emma Hodak

## Production

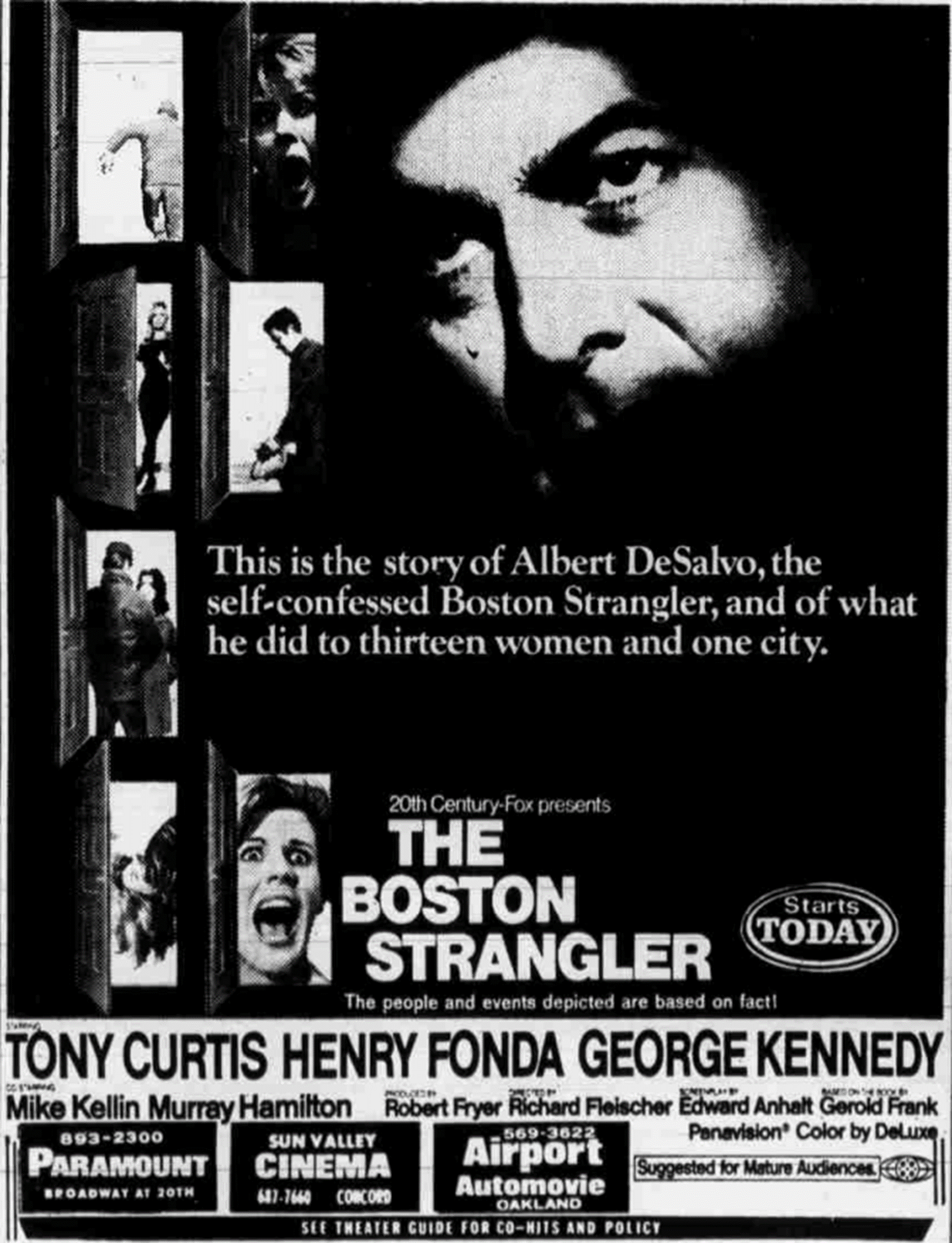
Affiche du film.

### Attribution des rôles
À l'origine, Fleischer désirait un acteur inconnu pour jouer Albert DeSalvo afin d'accentuer le caractère documentaire du film. Tandis que la production voulait une tête d'affiche, et pensa en premier à Warren Beatty, et Ryan O'Neal. Près de 2000 comédiens furent auditionnés, parmi lesquels Anthony Perkins, James Caan et Peter Falk qui ont aussi été suggérés. Fleischer proposa alors Tony Curtis qu'il avait déjà mis en scène dix ans auparavant pour son film les Vikings. La production s'opposa à ce choix, trouvant Curtis inapproprié dans ce registre, étant plutôt catalogué dans les comédies romantiques. Dans un entretien avec Stéphane Bourgoin, Fleischer raconta que pour convaincre la Fox, il fit habiller Curtis de vêtements défraîchis et le fit maquiller avec une bosse sur le nez, et présentant à Darryl Zanuck la photo du comédien ainsi grimé, celui-ci, sans le reconnaître, s'enthousiasma : « Fantastique ! Il est parfait pour le rôle, mais est-ce qu’il sait jouer ? ».

### Tournage
Le tournage s'est déroulé à Boston, Cambridge et Malden, dans le Massachusetts.
Richard Fleischer utilise abondamment et avec ingéniosité la technique de l'écran divisé ou split screen, ce qui lui permet de montrer différents points de vue sur les actions, les mouvements d'un même personnage (l'étrangleur), ou bien de montrer en même temps des lieux séparés (par exemple l'étrangleur qui entre dans un immeuble, pendant que sa prochaine victime est dans son appartement).
Avec Le Génie du mal (1959) et L'Étrangleur de Rillington Place (1971), ce film forme une trilogie de films noirs autour d'affaires criminelles historiques, et permet à Fleischer, qui voulait d'abord devenir psychiatre avant de faire du cinéma, d'exprimer tout son talent dans la peinture des tréfonds de l'âme humaine. Même si le personnage du tueur n'apparaît réellement qu'à la moitié du film, après les errements de l'enquête policière, l'attention se concentre sur la psychologie torturée de l'étrangleur, bon père de famille, mais victime de ses pulsions.

## Accueil

### Critiques
- Selon Jean-Pierre Coursodon et Bertrand Tavernier, The Boston Strangler est un des meilleurs films de Richard Fleischer, un modèle de reconstitution semi-documentaire. « Utilisant comme source un livre très documenté, et comme "conseillers" le détective et le procureur chargés de l'affaire (ce dernier, comme personnage principal du film, est incarné par Henry Fonda), Fleischer et son scénariste ne se contentent pas de suivre les détails d'une enquête très difficile et d'étudier la personnalité du tueur, mais multiplient les observations sur de nombreux aspects inséparables d'un cas de ce genre : rôle et responsabilité des médias, influence de la politique, attitude du public, psychologie des victimes... »[3]
- The Boston Strangler ne verse jamais dans le sensationnalisme (les viols ne sont pas exposés à l'écran) et son propos est plutôt de montrer les victimes des meurtres en série et de décrire les différentes étapes de l'action policière[4], puis judiciaire (« la confrontation entre le procureur Bottomly et DeSalvo, traitée en longs plans-séquences d'une intensité extraordinaire. »)[5]
- Fleischer s'impose après La Fille sur la balançoire (1955) et avant L'Étrangleur de Rillington Place (1971) comme un spécialiste du thriller inspiré de faits divers criminels. « Leur point commun est une certaine propension à la bêtise, qui visiblement fascine Fleischer comme elle fascinait Flaubert. [...] La création de Tony Curtis, pathétique, inquiétant, fascinant est un sommet de la composition. »[6]

## Distinctions
- Nomination au prix du meilleur montage, par l'American Cinema Editors en 1969.
- Nomination au Prix Edgar-Allan-Poe du meilleur film en 1969.
- Nomination au Golden Globe du meilleur acteur dans un film dramatique pour Tony Curtis en 1969.

## Autour du film
En 1976, le maire de Nogent-sur-Oise Georges Lenne demanda à Antenne 2 d'annuler une diffusion de L'Étrangleur de Boston programmée pour le 3 février, motivant sa requête par la « douleur des familles endeuillées » par un tueur en série sévissant dans sa ville et un « risque de contagion ». Après l'intervention du ministre de l'Intérieur Michel Poniatowski, la chaîne décida de retarder d'une heure la diffusion du film et d'écourter par la même occasion son émission Les Dossiers de l'écran,. En 1990, l'ancien policier Robert Mesini dressa dans ses mémoires un parallèle entre Marcel Barbeault, le tueur en série de Nogent-sur-Oise en 1976, et Albert DeSalvo, le tueur en série dépeint dans le film. 